# De Korenschoof (Utrecht)
De Korenschoof was een (machinaal) meelbedrijf later uitgebreid met een machinale broodbakkerij in de Nederlandse stad Utrecht.
De onderneming opende begin 19e eeuw langs de rivier de Vecht aan de Kaatstraat. Zij werd gevestigd op het terrein van het voormalige textielbedrijf Zijdebalen. In 1857 werd het een Maatschappij onder dezelfde naam, De onderneming was in 1863 grootaandeelhouder in de NV Utrechtsche Brood- en Meelfabriek. De Korenschoof was behoorlijk succesvol met haar producten getuige de opeenvolgende onderscheidingen op diverse nijverheidstentoonstellingen in binnen- en buitenland.
In 1884 startte ook De Korenschoof, met 26 man personeel, met een machinale brood- en banketbakkerij, eveneens gevestigd in de Kaatstraat. Vervolgens vestigde De Korenschoof meerdere bakkerswinkels in de stad Utrecht die later omgedoopt werden tot Lubro-winkels. De onroerende goederen (1954: 34 winkelpanden) werden ondergebracht in de Mij. tot Exploitatie van Onroerende Goederen in Nederland De Vecht. De Eerste Wereldoorlog was zeer profijtelijk, de jaren twintig ook redelijk, in de jaren dertig werd het dividend regelmatig gepasseerd. 
In 1928 werd de broodbakkerij Hofdijk te Rotterdam overgenomen om het jaar daarna, in 1929, gesloten te worden  In 1938 sloot ook de broodfabriek te Utrecht, de meelfabriek - sinds 1934 onder de naam De Korenschoof nv - hield het nog uit tot 1970. In de naoorlogse periode probeerde men de afzetbasis te verbreden door deelname in de levensmiddelenfabriek Veghel (1949, hetzelfde jaar afgestoten) en de oprichting van Farinco nv te Utrecht (1951), Rond 1978 is de fabriek gesloopt.